# Julie Vlastová
Pénélope Julie Vlastová, nepřechýleně Vlasto, provdaná Serpieriová, známá také jako Didi Vlastová (8. dubna 1903 Marseille – 2. března 1985 Lausanne) byla francouzská tenistka řeckého původu, která ve dvacátých letech 20. století patřila do první desítky ženského světového žebříčku. Získala stříbrnou medaili v ženské dvouhře na olympiádě 1924, kde ve finále podlehla Američance Helen Willsové Moodyové 2:6 a 2:6. V roce 1924 také vyhrála dvouhru na French Open – byl to poslední ročník, který se hrál jako francouzský šampionát (účastníci nemuseli mít francouzské občanství, ale museli být registrováni v některém francouzském klubu). Po otevření turnaje byla semifinalistkou ženské dvouhry v roce 1925, vyhrála ženskou čtyřhru v letech 1925 a 1926 spolu se Suzanne Lenglenovou a hrála v roce 1925 finále smíšené čtyřhry spolu s Henrim Cochetem. Také byla semifinalistkou Wimbledonu v roce 1926.